# Klaas R. Veenhof
Klaas Roelof Veenhof (Groningen, 9 november 1935 – Heemstede, 28 juli 2023) was een Nederlands assyrioloog. 

## Loopbaan
Hij was achtereenvolgens lector aan de Katholieke Universiteit Nijmegen en hoogleraar aan de Vrije Universiteit Amsterdam en vanaf 1982 tot zijn emeritaat aan de Universiteit Leiden. Hij heeft zich vooral beziggehouden met de eerste helft van het tweede millennium v.Chr., met name met de Assyrische handelsteksten uit het karūm Kaniš. Hij heeft echter ook bekende inleidende werken geschreven.
Hij overleed in 2023 op 87-jarige leeftijd.

## Publicaties (selectie)
- Aspects of old Assyrian trade and its terminology, Leiden 1972.
- Kanesj en de Assyrische handelskoloniën in Klein-Azië, Leiden 1986.
- Altassyrische Tontafeln aus Kültepe, Berlijn: Mann 1992. ISBN 3-7861-1668-7
- Geschichte des Alten Orients bis zur Zeit Alexanders des Grossen, Göttingen: Vandenhoeck & Ruprecht 2001. ISBN 3-525-51685-1.
- The old Assyrian list of year eponyms from Karum Kanish and its chronological implications, Ankara 2003. ISBN 975-16-1546-1.
- The archive of Kuliya, son of Ali-abum (Kt.92/k 188-263), Ankara 2010.
- Ancient Assur: The City, its Traders, and its Commercial Network, in: Journal of the Economic and Social History of the Orient 53, 2010, pp. 39-82.

- Bibsys: 90824915
- Bibliothèque nationale de France: cb12028805q (data)
- CiNii: DA08124255
- Gemeinsame Normdatei: 123217814
- International Standard Name Identifier: 0000 0000 6632 4367
- Library of Congress Control Number: n82230066
- Nationale Bibliotheek van Tsjechië: mub20221164752
- Nationale Bibliotheek van Israël: 987007269409705171
- Nederlandse Thesaurus van Auteursnamen: 068430299
- Réseau des bibliothèques de Suisse occidentale: 02-A003935008
- Système universitaire de documentation: 028456173
- Virtual International Authority File: 19692267
- WorldCat: E39PBJyWVCXxcPMqyxCBQtWYyd